# Olof Berggren den äldre
Olof Berggren, född 1736 eller 1737, död 22 februari 1796, 69 år gammal i Stockholm, var en svensk bildhuggare.
Berggren enligt noterade uppgifter var han bördig från Medelpad. Han erhöll burskap som bildhuggare i Stockholm 1 oktober 1761 och var verksam med dekorativa sniderier av finare hantverksmässig art. Under Jean Baptiste Masreliez ledning var han 1775 sysselsatt med utsmyckningen av Sofia Magdalenas paradsängkammare. Enligt sitt eftermäle var han en flitig och nykter person men trots detta dog han i armod och hans andra hustru intogs 1799 på Borgerskapets änkehus. 